# 스콧 가우디
버나드 스콧 가우디(Bernard Scott Gaudi, 1974년 ~)는 미국의 천문학자이다. 발견 및 우주 탐험 분야의 토머스 제퍼슨 교수이자 천문학 교수이며 오하이오 주립 대학교 천문학과 학부 학과장이다. NASA 외행성 탐사 프로그램 분석 그룹(2012~2014) 및 NASA 천체물리학 자문위원회(2012~2014)의 의장을 역임했다. 2018년에 가우디는 국립과학원 외행성 과학 전략 연구의 공동 의장을 맡았다.
일리노이주의 시골마을에서 자랐다. 일리노이수학과학아카데미에서 고등학교를 마치고 미시간 주립 대학교에서 학부를 보내고 오하이오 주립 대학교에서 박사 학위를 받았다.